# Робін Регір
Робін Регір (англ. Robyn Regehr, нар. 19 квітня 1980, Ресіфі) — колишній канадський хокеїст, що грав на позиції захисника. Грав за збірну команду Канади.
Володар Кубка Стенлі. Провів понад тисячу матчів у Національній хокейній лізі. 

## Ігрова кар'єра
Хокейну кар'єру розпочав 1996 року виступами за команду «Камлупс Блейзерс» в ЗХЛ.
1998 року був обраний на драфті НХЛ під 19-м загальним номером командою «Колорадо Аваланч». 
Протягом професійної клубної ігрової кар'єри, що тривала 17 років, захищав кольори команд «Калгарі Флеймс», «Баффало Сейбрс» та «Лос-Анджелес Кінгс».
Загалом провів 1155 матчів у НХЛ, включаючи 66 ігор плей-оф Кубка Стенлі.
Був гравцем молодіжної збірної Канади. Виступав за національну збірну Канади, провів 27 ігор в її складі.

## Нагороди та досягнення
- Володар Кубка Стенлі в складі «Лос-Анджелес Кінгс» — 2014.

## Статистика

### Клубні виступи
| Сезон        | Клуб                 | Ліга         | Регулярний сезон | Регулярний сезон | Регулярний сезон | Регулярний сезон | Регулярний сезон | Плей-оф | Плей-оф | Плей-оф | Плей-оф | Плей-оф |
| Сезон        | Клуб                 | Ліга         | І                | Г                | П                | О                | ШХ               | І       | Г       | П       | О       | ШХ      |
| ------------ | -------------------- | ------------ | ---------------- | ---------------- | ---------------- | ---------------- | ---------------- | ------- | ------- | ------- | ------- | ------- |
| 1996–97      | «Камлупс Блейзерс»   | ЗХЛ          | 64               | 4                | 19               | 23               | 96               | 5       | 0       | 1       | 1       | 18      |
| 1997–98      | «Камлупс Блейзерс»   | ЗХЛ          | 65               | 4                | 10               | 14               | 120              | 5       | 0       | 3       | 3       | 8       |
| 1998–99      | «Камлупс Блейзерс»   | ЗХЛ          | 54               | 12               | 20               | 32               | 130              | 12      | 1       | 4       | 5       | 21      |
| 1999–00      | «Сент-Джон Флеймс»   | АХЛ          | 5                | 0                | 0                | 0                | 0                | —       | —       | —       | —       | —       |
| 1999–00      | «Калгарі Флеймс»     | НХЛ          | 58               | 5                | 7                | 12               | 46               | —       | —       | —       | —       | —       |
| 2000–01      | «Калгарі Флеймс»     | НХЛ          | 71               | 1                | 3                | 4                | 70               | —       | —       | —       | —       | —       |
| 2001–02      | «Калгарі Флеймс»     | НХЛ          | 78               | 2                | 6                | 8                | 93               | —       | —       | —       | —       | —       |
| 2002–03      | «Калгарі Флеймс»     | НХЛ          | 76               | 0                | 12               | 12               | 87               | —       | —       | —       | —       | —       |
| 2003–04      | «Калгарі Флеймс»     | НХЛ          | 82               | 4                | 14               | 18               | 74               | 26      | 2       | 7       | 9       | 20      |
| 2004–05      | Локаут               | —            | —                | —                | —                | —                | —                | —       | —       | —       | —       | —       |
| 2005–06      | «Калгарі Флеймс»     | НХЛ          | 68               | 6                | 20               | 26               | 67               | 7       | 1       | 3       | 4       | 6       |
| 2006–07      | «Калгарі Флеймс»     | НХЛ          | 78               | 2                | 19               | 21               | 75               | 1       | 0       | 0       | 0       | 0       |
| 2007–08      | «Калгарі Флеймс»     | НХЛ          | 82               | 5                | 15               | 20               | 79               | 7       | 0       | 2       | 2       | 2       |
| 2008–09      | «Калгарі Флеймс»     | НХЛ          | 75               | 0                | 8                | 8                | 73               | —       | —       | —       | —       | —       |
| 2009–10      | «Калгарі Флеймс»     | НХЛ          | 81               | 2                | 15               | 17               | 80               | —       | —       | —       | —       | —       |
| 2010–11      | «Калгарі Флеймс»     | НХЛ          | 79               | 2                | 15               | 17               | 58               | —       | —       | —       | —       | —       |
| 2011–12      | «Баффало Сейбрс»     | НХЛ          | 76               | 1                | 4                | 5                | 56               | —       | —       | —       | —       | —       |
| 2012–13      | «Баффало Сейбрс»     | НХЛ          | 29               | 0                | 2                | 2                | 21               | —       | —       | —       | —       | —       |
| 2012–13      | «Лос-Анджелес Кінгс» | НХЛ          | 12               | 0                | 2                | 2                | 2                | 18      | 0       | 1       | 1       | 6       |
| 2013–14      | «Лос-Анджелес Кінгс» | НХЛ          | 79               | 3                | 11               | 14               | 46               | 8       | 0       | 2       | 2       | 7       |
| 2014–15      | «Лос-Анджелес Кінгс» | НХЛ          | 67               | 3                | 10               | 13               | 45               | —       | —       | —       | —       | —       |
| Усього в НХЛ | Усього в НХЛ         | Усього в НХЛ | 1,089            | 36               | 163              | 199              | 972              | 66      | 3       | 15      | 18      | 41      |

### Збірна
| Рік                | Команда            | Турнір             | І  | Г | П | О | ШХ | Результат     |
| ------------------ | ------------------ | ------------------ | -- | - | - | - | -- | ------------- |
| 1999               | Канада             | МЧС                | 7  | 0 | 0 | 0 | 2  | срібна медаль |
| 2000               | Канада             | ЧС                 | 6  | 0 | 0 | 0 | 2  | 4-е місце     |
| 2004               | Канада             | КС                 | 6  | 0 | 0 | 0 | 6  | чемпіони      |
| 2005               | Канада             | ЧС                 | 9  | 0 | 0 | 0 | 4  | срібна медаль |
| 2006               | Канада             | ОІ                 | 6  | 0 | 1 | 1 | 2  | 7-е місце     |
| Національна збірна | Національна збірна | Національна збірна | 27 | 0 | 1 | 1 | 16 |               |